# Kierownica maszyny przepływowej
Kierownica, łopatka kierownicza - element pompy, sprężarki, turbiny lub innego urządzenia przepływowego, w którym następują przemiany energetyczne i (zwykle) jednoczesna zmiana kierunku przepływu cieczy lub gazu.
Przemiany energetyczne zachodzące w kierownicy są zależne od rodzaju maszyny, i są one następujące:
- w maszynach roboczych:
  - w kierownicy sprężarki przepływowej - zamiana energii kinetycznej sprężanego gazu na entalpię,
  - w kierownicy pompy wirowej - zamiana energii kinetycznej na energię potencjalną cieczy;
- w maszynach silnikowych:
  - w kierownicy turbiny cieplnej - zamiana entalpii na energię kinetyczną,
  - w kierownicy turbiny wodnej - zamiana energii potencjalnej na energię kinetyczną.

Kierownica jest kanałem przepływowym, lub zbiorem wielu kanałów przepływowych o zmiennym przekroju poprzecznym. W maszynach roboczych przekrój poprzeczny kanałów kierownicy zwiększa się w miarę przepływu czynnika. Zwiększający się przekrój poprzeczny powoduje zmniejszenie prędkości przepływu czynnika, czyli obniżenie energii kinetycznej i zamiana jej na inną energię. W maszynach silnikowych przekrój poprzeczny kanałów przepływowych kierownicy jest malejący, gdyż jej celem jest zwiększenie prędkości. Jednocześnie rośnie energia kinetyczna kosztem innego rodzaju energii.
Kierownice w maszynach przepływowych wykonywane są zwykle z łopatek zamocowanych w korpusie maszyny. Od kształtu tych łopatek oraz sposobu zamocowania w korpusie zależy zmiana przekroju poprzecznego kanałów przepływowych. Przepływ w kierownicy może być osiowy, diagonalny, promieniowy lub mieszany. Wybór należy do konstruktora.
Największe problemy z przepływem występują w kanałach dyfuzorowych, czyli z rosnącym przekrojem kanału przepływowego. Takie kierownice występują w maszynach roboczych (pompy, sprężarki), i w tych maszynach można najwięcej zyskać projektując odpowiednią kierownicę.
Niektóre maszyny przepływowe nie posiadają kierownicy, gdyż ich zadaniem jest wytworzenie energii kinetycznej (wentylatory) bądź zamiana stojącej do dyspozycji energii kinetycznej na mechaniczną (turbiny wiatrowe, niektóre turbiny wodne).